# Bozkovské podzemní jezero
Bozkovské podzemní jezero je podzemní jezero, které se nachází ve 24 m dlouhém a 14 m vysokém Jezerním dómu v Nové jeskyni v Bozkovských dolomitových jeskyních v okrese Semily v Libereckém kraji v České republice. Plocha hladiny činí 320 m².

## Vlastnosti vody
Voda je průzračná a má charakteristickou modrozelenou barvu, což je způsobeno vysokým obsahem rozpuštěných látek.

## Historie
Jezerní dóm s podzemním jezerem, byl objeven 19. ledna 1958, průzkumnou šachticí z povrchu. Hladiny podzemních jezer a jezírek v BDJ byly uměle sníženy zhruba o 5m.

## Využití
U jezera končí prohlídková trasa jeskyněmi.